# Lotus Eletre
Lotus Eletre (Type 132) — электромобиль-кроссовер, который изготавливается компанией Lotus Cars в Великобритании с 29 марта 2022 года.

## Описание
Концепт-кар автомобиль Lotus Eletre был представлен в 2016 году Жан-Марком Галесом. В 2020 году было объявлено, что внутренним обозначением автомобиля станет Lambda. В 2021 году были выпущены тизеры кроссовера, получившего индекс Type 132. В феврале 2022 года стало известно, что автомобиль поступит в продажу 29 марта 2022 года.
Окончательный индекс модели — Eletre. Это слово произошло от венгерского eletre, что в переводе означает «выживающий». Модель разработана в дизайнерской студии Geely в Ковентри и производится в Ухани.

## Технические характеристики
Автомобиль Lotus Eletre оснащается аккумуляторами ёмкостью 92—120 кВт⋅ч и электродвигателями мощностью 612—918 л.с. Разгон до 100 км/ч занимает менее 3 секунд. По циклу WLTP запас хода составляет 600 км (370 миль). Конкурентами являются Porsche Cayenne, BMW X6 и Mercedes-Benz GLE Coupe.

## Экстерьер и интерьер
| - Вид сзади - Салон |